# Kính lúp

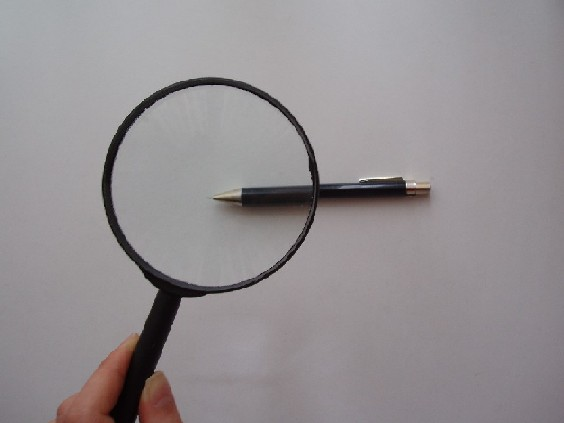
Kính lúp

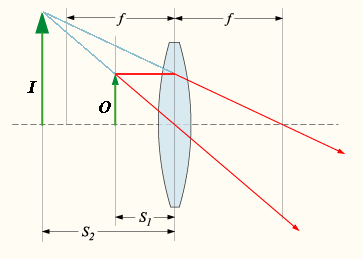
Tạo ảnh ảo bằng kính lúp

Kính lúp, hay kiếng lúp, (tiếng Pháp: loupe) là một thấu kính hội tụ thường được dùng để khuếch đại hình ảnh. Nó có đường kính từ vài cm đến khoảng vài chục cm, thường được bảo vệ bởi một khung, có thể có thêm tay cầm. Nó là dạng đơn giản nhất của kính hiển vi.
Chữ "lúp" có gốc từ chữ loupe trong tiếng Pháp hoặc tiếng Anh và đó cũng là loại tên của loại kính này.
Kính lúp hoạt động nhờ tạo ra một ảnh ảo nằm đằng sau kính, cùng phía với vật thể cần phóng đại. Để thực hiện được điều này, kính phải đặt đủ gần vật thể, để khoảng cách giữa vật và kính nhỏ hơn tiêu cự của kính.
Một số kính có tấm bảo vệ gập lại được khi không dùng, tránh việc xây xước mặt kính. Một số kính được chế tạo giống như thấu kính Fresnel, để giảm độ dày xuống như một miếng thẻ, gọi là thẻ lúp.
Kính lúp thường phục vụ trong việc đọc chữ hay quan sát các vật thể nhỏ, và dùng trong một số thí nghiệm khoa học đơn giản ở các trường học. Nó cũng từng là biểu tượng cho các chuyên gia trinh thám, khi họ dùng kính lúp để quan sát dấu vết tội phạm.
Kính lúp sơ khai được phát hiện khi một người nông dân tìm được một hòn ngọc mà khi nhìn qua thì vật rõ hơn và có thể đốt cháy cỏ và vải.
Sau này kính lúp được các nhà  chế tác đá quý khác thành hình cầu lồi và được sử dụng bởi quý tộc để đọc sách báo. Nhưng khi thuật thổi thủy tinh ra đời thì kính lúp được phổ biến rộng rãi và dùng để làm kính hiển vi, ống nhòm, kính thiên văn...